# Alexandro Bernabei
Alexandro Ezequiel Bernabéi (* 24. September 2000 in Cañada de Gómez) ist ein argentinischer Fußballspieler, der beim SC Internacional unter Vertrag steht.

## Karriere
Alexandro Bernabei spielte in der Jugend von CA Lanús, bis er während der Saison 2019/20 von Trainer Luis Zubeldía in den Kader der ersten Mannschaft befördert wurde. Sein Debüt gab der Außenverteidiger am 20. Oktober 2019, als er im Ligaspiel der Primera División gegen den Club Atlético Talleres in der Startelf stand. Er traf bei seinem Debüt zum zwischenzeitlichen 2:0, beim 4:2-Auswärtssieg im Estadio Mario Alberto Kempes. Im Verein aus Gran Buenos Aires konnte er sich ab dem 2021 Jahr einen Stammplatz erkämpfen.
Im Juni 2022 wechselte Bernabei mit einem Fünfjahresvertrag und einer Ablösesumme von 3,75 Millionen Pfund zu Celtic Glasgow in die Scottish Premiership.

## Erfolge
Celtic Glasgow
- Schottischer Meister: 2023, 2024
- Schottischer Pokalsieger: 2023, 2024
- Schottischer Ligapokal: 2023

Auszeichnungen
- Bola de Prata: Auswahlmannschaft Série A 2024[3]
- Prêmio Craque do Brasileirão: Auswahlmannschaft Série A 2024[4]